# Бадиола (Перуђа)
Бадиола је насеље у Италији у округу Перуђа, региону Умбрија.
Према процени из 2011. у насељу је живело 315 становника. Насеље се налази на надморској висини од 250 м.